# Amu-Darja-Brücke bei Kipchak
Die Amu-Darja-Brücke bei Kipchak ist eine kombinierte Eisenbahn- und Straßenbrücke über den Amudarja (historisch: Oxus) bei Kipchak in Usbekistan.

## Geografie und Geschichte
Die Brücke quert den Amudarja, der hier die Grenze zwischen den usbekischen Verwaltungsbezirken der Republik Karakalpakistan und dem Viloyat Xorazm (Viloyat Choresmien) bildet. Deren direkte Verbindung auf der Schiene war bisher die Bahnstrecke Makat–Farap, die aber zwischen beiden Verwaltungsbezirken über turkmenisches Staatsgebiet führt. Die Eisenbahnverbindung über Chasorasp und Miskin, die ausschließlich über usbekisches Gebiet führt, war gegenüber der neuen Strecke um 180 km und sechs Stunden Fahrzeit länger.
Auch mit der eingleisigen neuen Bahnstrecke Nazarhan–Shovot von 85 km Länge wurde eine Streckenführung gewählt, die turkmenisches Gebiet vermeidet. Deren zentrales Bauwerk ist die neue Amudarja-Brücke bei Kipchak. Eröffnet wurde sie am 29. Februar 2024. Im Straßenverkehr ersetzt sie eine Pontonbrücke, die 100 m südlich lag.

## Technische Parameter
Die Brücke ist eine Fachwerk-Stahlbrücke, besteht aus acht Segmenten und ist 423 m lang. Sie hat eine Fahrbahnebene, das Eisenbahngleis ist in der Mitte der Straße verlegt.

## Verkehr
Noch für 2024 wird ein Verkehr von 24 Zugpaaren und 12.000 Kraftfahrzeugen angegeben, die die Brücke täglich nutzen.